# 17a Divisió Panzergrenadier SS Götz von Berlichingen
La 17a  Divisió SS "Götz von Berlichingen" o Divisió "Götz von Berlichingen" (nom complet en alemany: 17. SS-Panzergrenadier-Division "Götz von Berlichingen"; traducció literal: "17a Divisió SS d'infanteria mecanitzada Götz von Berlichingen") va ser una de les 38 divisions  de les Waffen-SS durant la Segona Guerra Mundial.
El seu nom prové del cavaller i mercenari alemany del segle xvi Götz von Berlichingen.
Va lluitar principalment al front occidental.

## Creació i diferents noms
- Novembre de 1943: creació a França,[1] de la 17a SS-Panzergrenadier-Division «Götz von Berlichingen» a partir d'elements de nova creació.
- Setembre de 1944: Després dels durs combats a Normandia, la divisió es va reconstituir integrant la SS-Panzergrenadier-Brigade 49 i la SS-Panzergrenadier-Brigade 51.

## Teatres d'operacions
- juny de 1944: La divisió es tobava a França en el moment del desembarcament de les tropes aliades a Normandia.[1]
- juliol de 1944: La divisió està involucrada al sector de Saint-Lô, on pateix greus pèrdues.[1]
- octubre de 1944: sota el comandament del SS-Brigadeführer Werner Ostendorff, la divisió es troba a Lorena amb el XIII. SS-Armeekorps del 1. Armee.[1]
- novembre de 1944 : el 38 SS-Panzergrenadier-Regiment és destruït a Metz[1]
- gener de 1945 : la divisió, desplegada a Saarland, va participar en l'operació Nordwind[1]
- març de 1945-abril de 1945: ultimes batalles a Francònia on va ser capturada l'abril de 1945[1]

## Història

### Creació
El 3 d'octubre de 1943, Adolf Hitler va signar una ordre (una Führerbefehl ) per a la formació d'una nova divisió Waffen-SS, una divisió Panzer-Grenadier. El 23 d'octubre se li va assignar el número 17 i el nom d'un famós cavaller alemany, Godfrey de Berlichingen, en alemany Götz von Berlichingen, sobrenomenat "amb la mà de ferro" (mit der eisernen Hand).
La divisió es va reunir al centre de França, al sud del Loira, amb seu a Thouars. El comandament provisional va ser donat a l'Obersturmbannführer Otto Binge abans de ser lliurada a l'Oberführer Werner Ostendorff. La força principal de la divisió consistia en els dos regiments d'infanteria 37 i 38, amb l'Obersturmbannführer Fick comandant el primer i el Sturmbannführer Horstmann comandant el segon. El regiment d'artilleria estava sota el comandament de Binge, i el Hauptsturmführer Holzapfel comandava el grup de reconeixement de la divisió.
El 10 d' abril de 1944, la divisió va entrar oficialment en funcionament, tot i que patia una escassetat d'oficials i equipament. El Reichsführer-SS Heinrich Himmler, acompanyat per Sepp Dietrich, va pronunciar un discurs als homes de la divisió per instar-los a la tasca que tenien entre mans. Les Waffen-SS de la unitat van rebre el dret de portar un braçalet amb el nom de la unitat com a inscripció, això del 22 d'octubre de 1943, però l'orde es revocà el 10 d'abril de 1944.

### Batalla de Normandia
El 6 de juny de 1944, la unitat va rebre l'ordre d'anar a Normandia per tal de contrarestar els desembarcaments aliats. La forta activitat de la força aèria aliada va alentir significativament la progressió de la divisió, que no va arribar a les seves posicions fins al 9 de juny.
Les SS es van involucrar llavors al sector de Carentan juntament amb els Fallschirmjäger (caçadors paracaigudistes) del coronel baró von der Heydte sense aconseguir fer retrocedir els americans al mar, i van haver d'abandonar la ciutat el 13 de juny, després d'una lluita aferrissada.
El 15 de juny el comandant de la divisió Werner Ostendorff va resultar greument ferit durant una inspecció al front durant un tiroteig. Otto Binge va assumir el comandament abans de ser substituït pel Standartenführer Otto Baum, un exmembre de la 3a Divisió SS  "Totenkopf". Els combats van tenir lloc al bocage normand, on les SS van intentar sense èxit contrarestar l'avanç dels aliats. La batalla de Saint-Lô, mortal per a tots dos bàndols, va veure la destrucció d'una gran part de l'equipament blindat de la divisió. Es va crear una companyia d'entrenament per compensar la manca de sotsoficials; havia de servir com a força d'intervenció ràpida, equipada amb les restes dels vehicles blindats de la divisió sota el comandament de l'Obersturmführer Bruno Hinz, un veterà del Front Oriental on va lluitar amb la 5a Divisió "Wiking" de les SS i que fins aleshores dirigia el 3r batalló del 38è regiment  del Götz von Berlichingen.
Malgrat les fortes pèrdues, la divisió es va reagrupar per a l'operació Lüttich a Mortain, entre d'altres, amb la 2a Divisió SS Das Reich sota el comandament del general Heinz Lammerding. Aquesta divisió va ser responsable de la massacre de Tulle en represàlia per l'atac a la ciutat de Tulle per part de Jacques Chapou, la massacre d'Argenton-sur-Creuse o la massacre d'Orador de Glana pel regiment Der Führer liderat pel seu comandant Adolf Diekmann i els subordinats Otto-Erich Kahn i Heinz Barth. Va dirigir-se a Mortain per tallar els subministraments a Patton, que marxava a apoderar-se de Bretanya. L'operació es va convertir en un fiasco i les divisions implicades es van trobar envoltades a la bossa de Falaise. Molts soldats de les SS van aconseguir escapar de l'encerclament, però es van veure obligats a abandonar la major part del seu equipament pesat.

#### Massacre de Maillé
Una unitat de la 17a Divisió SS és avui fortament sospitosa a ulls del sistema judicial alemany d'estar (juntament amb elements de la Wehrmacht) a l'origen de la massacre de 124 habitants del poble de Maillé, a Indre-et-Loire, el 25 d'agost de 1944. L'historiador Pere Lieb creu que és molt probable que els responsables fossin homes del Feld-Erstatz-Bataillon (batalló de reserva) de la 17a divisió SS "Götz von Berlichingen", estacionada a Châtellerault. La zona al voltant de Maillé és l'escenari d'operacions de resistència amb el pare Henri Péan en contacte amb diferents xarxes; la línia SNCF París-Bordeus és sabotejada prop de Maillé. El 24 d'agost de 1944, els enfrontaments entre un destacament de les FFI i alemanys a bord de dos vehicles a Maillé probablement van causar baixes al bàndol alemany. Durant la nit, el segon tinent Gustav Schluter, estacionat a Sainte-Maure-de-Touraine, va advertir el tinent coronel Alfred Stenger de Tours i va rebre ordres de prendre represàlies.

### Retirada a Alsàcia-Lorena
Obligada a posar-se a la defensiva, la divisió Götz von Berlichingen es va retirar cap a l'est, duent a terme accions dilatòries. Durant aquesta retirada, va participar activament a la batalla de Metz el setembre de 1944.
El 7 de setembre de 1944 l'Oberst Kurt von Einem, cap d'estat major del 13 SS-Armeekorps, va rebre l'ordre de mantenir les posicions entre Thionville i Arry al sud de Metz, a la vall del Mosel·la, a tota costa . Tot i que la línia del front feia més de 60  km de llargada, els combats es van concentrar principalment al sud de Metz, entre el Mosel·la i el seu afluent, el Seille. Mentre que la majoria dels panzers del Götz von Berlichingen es van retirar cap al Saar i el Palatinat, el 37è Regiment de Granaders Panzer SS de la divisió va participar a la batalla de Metz el 8 de setembre de 1944, a petició urgent del Generalleutnant Krause, comandant de la fortalesa de Metz.Entrant immediatament en plena acció al sud de Metz, al sector Corny, el 37è Regiment de Granaders Panzer SS havia de neutralitzar un cap de pont establert per la 5a  divisió d'infanteria del Tercer Exèrcit del General Patton a la riba est del Mosel·la. Els combats van ser implacables i les tropes, tant americanes com alemanyes, no van fer presoners. Elements del 37è Regiment de Granaders Panzer van prendre posicions al Feste Haeseler, un grup fortificat a la riba est, davant de Dornot, mentre que el gruix de les tropes es va enfrontar al costat del 8è Regiment de Granaders Panzer i el 103è Abteilung Panzer de la 3a Divisió Panzergrenadier, i el 115è Regiment de Granaders Panzer de la 15a Divisió Panzer, amb el suport del Batalló Vogt de la 462a Divisió d' Infanteria. Els combats van continuar al punt àlgid d'Arnaville, amb la mateixa violència, fins que el 23 de setembre de 1944. Per distingir els combatents alemanys que van participar a la batalla de Metz entre el 27 d'agost i el 25 de setembre de 1944 Hitler va crear l'Ärmelband "Metz 1944" el 24 d' octubre de 1944.

### Ofensiva Nordwind
El desembre de 1944, amb l'operació Wacht am Rhein encallada a les Ardenes, Hitler va decidir llançar una nova ofensiva a Alsàcia, l'operació Nordwind.
L'ofensiva va començar el 31 de desembre de 1944, cap a les 23:30, sense preparació d'artilleria per crear un efecte sorpresa, la nit de Cap d'Any de 1945.
Vestits amb uniformes blancs de camuflatge, 5 companyies de la 17a Divisió de Grenaders Panzer SS Götz von Berlichingen van llançar un assalt contra els batallons de primera línia del 71è  Regiment d'Infanteria  dels Estats Units instal·lats als boscos del sector Rimling. Els soldats americans van rebre, amb sorpresa, l'impacte que va arribar en onades successives. Després de rebre reforços i amb el suport del foc d'artilleria i morter, van augmentar ràpidament la seva resistència. Els atacants van ser delmats, però els combats van intensificar-se i els alemanys van acabar prenent una companyia americana del flanc, obligant la resta de les forces de primera línia a retirar-se. Tanmateix,1 de gener de 1945A partir de les 2:30 de la matinada,  l' ofensiva alemanya va progressar molt lentament.
Després del fracàs d'aquesta ofensiva, l'exèrcit alemany es va retirar darrere la línia Sigfrid i va lluitar per defensar el Saar.

### L'últim combat a Alemanya
Durant el mes d'abril de 1945, la divisió, reagrupada després de la seva retirada, va ser assignada a la defensa de la ciutat de Nuremberg, un símbol d'importància per al partit nazi. Després de combats ferotges, els últims soldats de la divisió es van rendir el 8 de maig de 1945 a les forces americanes, existint la divisió pràcticament només sobre el paper.

## Ordre de batalla
Novembre de 1943 :
- SS-Panzergrenadier Regiment 37
- SS-Panzergrenadier Regiment 38
- SS-Panzer-Aufklärungs-Abteilung 17 (reconeixement)
- SS-Sturmgeschütz-Abteilung 17 (artilleria autopropulsada)
- SS-Panzerjäger Abteilung 17 (caçatancs)
- SS-Pionier-Bataillon 17
- SS-Artillerie Regiment 17
- SS-Flak-Abteilung 17

Data ? :
- SS-Panzergrenadier Regiment 37
- SS-Panzergrenadier Regiment 38
- SS-Artillerie Regiment 17
- SS-Panzerjäger Abteilung 17 (caçatancs)
- SS-Panzer-Abteilung 17
- SS-Sturmgeschütz-Abteilung 17 (artilleria autopropulsada)
- SS-Flak-Abteilung 17
- SS-Nachrichten-Abteilung 17
- SS-Panzer-Aufklärungs-Abteilung 17 (reconeixement)
- SS-Pionier-Bataillon 17
- SS-Divisions-Nachschubtruppen 17
- SS-Panzer-Instandsetzungs-Abteilung 17
- SS-Wirtschafts-Bataillon 17
- SS-Sanitäts-Abteilung 17
- SS-Feldpostamt 17
- SS-Kriegsberichter-Zug 17
- SS-Feldgendarmerie-Kompanie 17
- SS-Feldersatz-Bataillon 17

## Comandants
| Inici                  | Final                  | Rang                | Nom                |
| ---------------------- | ---------------------- | ------------------- | ------------------ |
| Octubre de 1943        | Gener de 1944          | Obersturmbannführer | Otto Binge         |
| Gener de 1944          | juny de 1944           | Oberführer          | Werner Ostendorff  |
| 16 de juny de 1944     | 18 de juny de 1944     | Obersturmbannführer | Otto Binge         |
| 18 de juny de 1944     | 1 d'agost de 1944      | Standartenführer    | Otto Baum          |
| 1 d'agost de 1944      | 29 d'agost de 1944     | Standartenführer    | Otto Binge         |
| 30 d'agost de 1944     | Setembre de 1944       | Oberführer          | Eduard Deisenhofer |
| Setembre de 1944       | Setembre de 1944       | Standartenführer    | Thomas Müller      |
| Setembre de 1944       | Octubre de 1944        | Standartenführer    | Gustav Mertsch     |
| 21 octubre de 1944     | 15 de novembre de 1944 | Gruppenführer       | Werner Ostendorff  |
| 15 de novembre de 1944 | 9 gener de 1945        | Standartenführer    | Hans Lingner       |
| 9 gener de 1945        | 21 gener de 1945       | Oberst              | Gerhard Lindner    |
| 21 gener de 1945       | 22 de març de 1945     | Standartenführer    | Fritz Klingenberg  |
| 22 de març de 1945     | 24 de març de 1945     | Obersturmbannführer | Vinzenz Kaiser     |
| 24 de març de 1945     | 27 de març de 1945     | Standartenführer    | Jakob Fick         |
| 27 de març de 1945     | 8 de maig de 1945      | Oberführer          | Georg Bochmann     |